# Römische Geschichte (Theodor Mommsen)
Unter dem Titel Römische Geschichte veröffentlichte der deutsche Historiker Theodor Mommsen von 1854 bis 1885 eine mehrbändige Darstellung der Geschichte des Römischen Reichs. Unter anderem wegen dieses Werks erhielt Mommsen 1902 als erster Deutscher den Nobelpreis für Literatur. Für die Alte Geschichte ist es bis heute ein bedeutsames Werk.

## Veröffentlichung
Ursprünglich waren fünf Bände geplant, die die Geschichte Roms von den Anfängen bis zur Zeit Diokletians abdecken sollten. Die ersten drei Bände erschienen jährlich von 1854 bis 1856 und decken die Zeit bis Gaius Iulius Caesar ab. Zur Veröffentlichung eines vierten Bandes kam es nicht; 1885 erschien als fünfter Band eine Darstellung über Die Provinzen von Caesar bis Diocletian. Die ersten drei Bände wurden von Mommsen in fünf Bücher (erstes bis drittes, viertes und fünftes) unterteilt, der fünfte Band stellt in dieser Zählung das achte Buch dar.

## Wirkung
Mommsens Werk wurde seit seiner Veröffentlichung für die kompetente, umfassende Darstellungsleistung in einem ansprechenden Erzählstil gelobt. Bekannt bei Althistorikern und Studenten sind unter anderem Mommsens Charakterisierungen prominenter Gestalten, beispielsweise sein negatives Urteil über Marcus Tullius Cicero:

„Als Staatsmann ohne Einsicht, Ansicht und Absicht, hat er nach einander als Demokrat, als Aristokrat und als Werkzeug der Monarchen figurirt und ist nie mehr gewesen als ein kurzsichtiger Egoist.“

## Ausgaben
- Theodor Mommsen: Römische Geschichte. Bde. 1–3. Weidmann, Leipzig 1854–56.
  - Band 1: Bis zur Schlacht von Pydna. Weidmann, Leipzig 1854. (Digitalisat und Volltext im Deutschen Textarchiv)
  - Band 2: Von der Schlacht bei Pydna bis auf Sullas Tod. Weidmann, Leipzig 1855. (Digitalisat und Volltext im Deutschen Textarchiv)
  - Band 3: Von Sullas Tode bis zur Schlacht von Thapsus. Weidmann, Leipzig 1856. (Digitalisat und Volltext im Deutschen Textarchiv)
  - Band 5: Die Provinzen von Caesar bis Diocletian. Weidmann, Berlin 1885, (online)
- Theodor Mommsen: Römische Geschichte. 6. Auflage. Deutscher Taschenbuch Verlag, München 2001, ISBN 3-423-59055-6.